# برستنیتسا (استان لووچ)
برستنیتسا (به بلغاری: Brestnitsa) یک منطقهٔ مسکونی در بلغارستان است که در شهرستان یابلانیتسا واقع شده‌است.